# 観象授時
観象授時（かんしょうじゅじ）とは、天から地上及び人間世界支配の代行者として認められた天子（皇帝）が、天体を観測して正しい暦象を把握し、それに基づいた正確な暦を民に与えて生産活動に従事させること。
正確な太陽や月の動き（運動理論）が知られていなかった古代中国においては、暦象を正確に把握することによって生産を安定させ、社会秩序を確立することが皇帝の最も重要な責務であるとされた。その一方で、皇帝が暦象を正確に把握するためには天の持つ高い徳をよく理解し、自らもまた実践することが求められ、それが出来ていない場合には天体の動きや季節の循環にも悪循環が生じて正確な暦象把握が困難になると考えられ、気象災害の発生と皇帝の不徳が結びつけられて考えられるなど大きな問題になることがあった。
『尚書』「堯典」には「乃ち羲和に命じ、欽みて昊天に若ひ、日月星辰を暦象し、敬みて人に時を授く」とあり、暦象把握と正確な暦の作成が皇帝の重要な責務であったことが知ることが出来る。そして、王朝交代の際には天子の天命と権威を示すために改暦が行われ、前王朝よりも正確な暦の作成が図られた。